# Yan Wengang
Dans ce nom chinois, le nom de famille, Yan, précède le nom personnel.
Yan Wengang, né le 1er juillet 1998 à Tianjin, est un skeletoneur chinois qui a débuté à la compétition en 2015 . Il a également concouru un temps en saut en longueur.

## Palmarès

### Jeux Olympiques
- : médaillé de bronze aux JO 2022.

### Coupe du monde
- 1 podium individuel : 1 troisième place.